# Chemieanlagenbaukombinat

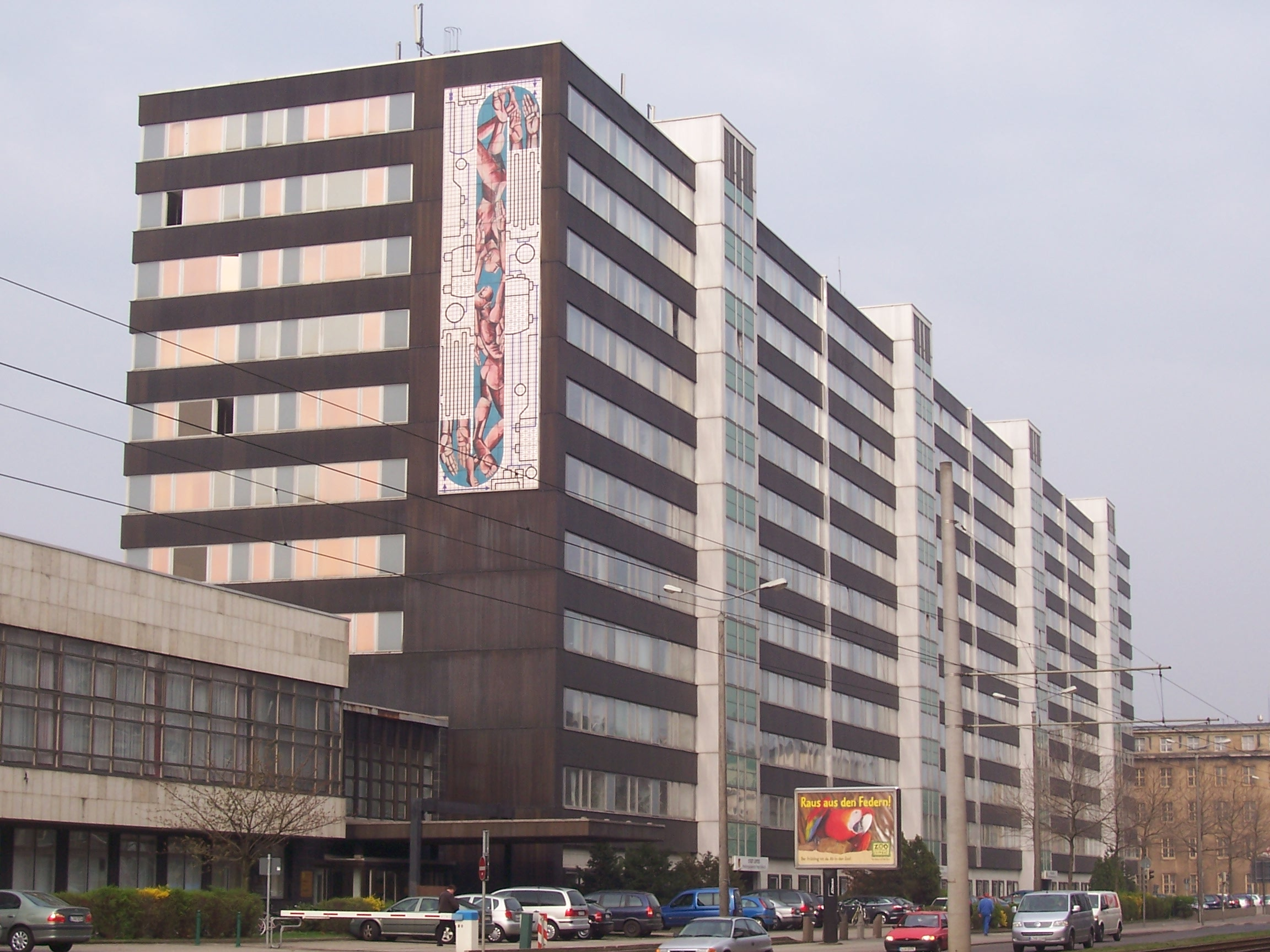
Ehemaliges Gebäudes des CLG in Leipzig

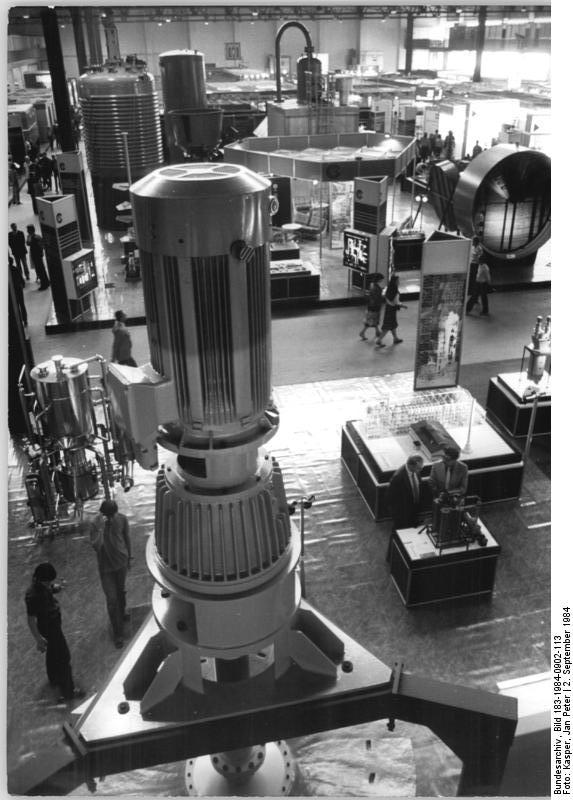
Ausstellung des CLG auf der Leipziger Herbstmesse 1984

Das Chemieanlagenbaukombinat Leipzig-Grimma (CLG) war von 1979 bis 1990 ein Kombinat in der DDR, das dem Ministerium für Chemische Industrie unterstand.
Das CLG war als Generalunternehmer für die technische Entwicklung, Projektierung sowie für Bau und Montage von Chemieanlagen in der DDR verantwortlich und agierte als Generallieferant beim Export von Chemieanlagen. Außerdem koordinierte das CLG den Import von Anlagen und war für den Gesamtaufbau innerhalb der DDR zuständig.
Weitere zentralgeleitete Kombinate im Zuständigkeitsbereich des Ministeriums für Chemische Industrie können in der Liste von Kombinaten der DDR eingesehen werden.

## Geschichte
Im Jahr 1867 gründeten die Schlossermeister Hentschel und Selchow eine Werkstatt in Golzern. Diese firmierte 1872 in die Aktiengesellschaft „Maschinenbauanstalt Golzern“ (MAG) um. 1899 erfolgte die Vereinigung zur „Maschinenbau-Aktiengesellschaft Golzern-Grimma“ (MAG) und 1946 die Enteignung und Umbenennung in „VEB Maschinen- und Apparatebau Grimma“.
Mit Wirkung vom 1. Januar 1979 wurden die Firmen VEB Chemieanlagenbau- und Montagekombinat Leipzig, VVB Chemieanlagen Leipzig, VEB Konstruktions- und Ingenieurbüro Chemie Leipzig, VEB Maschinen- und Apparatebau Grimma – Stammbetrieb, VEB Ingenieurtechnisches Zentralbüro Böhlen, VEB Chemieanlagenbau Leipzig und VEB Apparatebau und Eisengießerei Leisnig-Tragnitz zum VEB Chemieanlagenkombinat Leipzig-Grimma/Stammbetrieb mit Sitz in Grimma zusammengelegt.

## Struktur
Unter der zentralen Leitung des CLG kooperierten die folgenden Betriebe:
| Betrieb                                                           | Aufgabe |
| ----------------------------------------------------------------- | --- |
| CLG Stammbetrieb                                                  | Anlagen für die Kohle-, Erdgas- und Erdölverarbeitung, für die Petrol- und Carbochemie, die Herstellung von organischen und anorganischen Grundstoffen, von Plasten und Ausgangsstoffen für die Chemiefaserproduktion; Anlagen der Biotechnologie; chemische Apparate; Projektierungsbüros und Konzentration der Forschungs- und Entwicklungskapazitäten. Betriebsberufsschule auch zur Ausbildung von Lehrlingen für die anderen Kombinatsbetriebe |
| VEB Anlagenbau Karl-Marx-Stadt                                    | |
| VEB Apparate- und Chemieanlagenbau Reinsdorf                      | Behälter und Apparate aus Aluminium und Edelstahl. |
| VEB Chemieanlagenbau Erfurt-Rudisleben                            | Eindampfanlagen; Brauereianlagen; Rührmaschinen; Fermentoren; Rotationsdünnschichtverdampfer; Polyarnidanlagen; Luftzerlegungsanlagen in Kompaktbauweise |
| VEB Chemieanlagenbau Staßfurt                                     | Sodaanlagen; Anlagen für die Zuckerindustrie; Filter; Zentrifugen und weitere Apparate zur Fest-Flüssig-Trennung. |
| VEB Chemieapparatebau Leipzig                                     | |
| VEB Chemie- und Pilotanlagenbau Heidenau                          | |
| VEB Chemie- und Tankanlagenbau Fürstenwalde                       | Tankanlagen; Gasarmaturen; Behälter; Anlagen für die Gasaufbereitung und Lösungsmittelrückgewinnung; Luftkühler. |
| VEB Erste Maschinenfabrik Karl-Marx-Stadt                         | Anlagen für die Gummi- und Plastverarbeitung. |
| VEB Geräte- und Pumpenbau Merbelsrod                              | Kühlmittelpumpen; Gleitringdichtungen. |
| VEB Germania Karl-Marx-Stadt                                      | Hoch- und Höchstdruckapparate; Kolonnen. |
| VEB Industriemontage Merseburg                                    | Montage von Ausrüstungen und Rohrleitungen; Herstellung von Spezialpumpen und Mostentschwefelungsanlagen. |
| VEB Ingenieurbetrieb Anlagenbau Leipzig                           | |
| VEB Komplette Chemieanlagen Dresden                               | Luftzerlegungsanlagen; Anlagen für die Pharmazie und Polyurethanerzeugung; Anlagen zur Gewinnung etherischer Öle; Pilot- und Versuchsanlagen. |
| VEB Maschinenfabrik Sangerhausen                                  | |
| VEB Maschinenfabrik und Eisengießerei Wurzen                      | Luftzerlegungsanlagen; Verdichter. |
| VEB VAKA Werke Halle                                              | Tankanlagen; Tankstellenzapfsäulen. |
| VEB Zentrale Informationsverarbeitung Chemie Berlin               | Datenverarbeitung für die chemische Industrie der DDR. |
| Chemieanlagen Export/Import Berlin VE Außenhandelsbetrieb der DDR | Gesamte Außenhandelstätigkeit des Chemieanlagenbaus. |

## Forschung und Entwicklung
Das Kombinat CLG war für die gemeinsame Verfahrensentwicklung der DDR-Chemiebetriebe verantwortlich und projektierte und baute Pilotanlagen für neue Verfahren. Dazu betrieb es im südlichen Bereich des Geländes des Stammbetriebs ein Testzentrum mit verschiedenen Versuchsanlagen. Zu den Forschungsschwerpunkten zählten unter anderem:
- Anlagenentwicklung für die Kohleveredelung, Mikrobiologie, Betankungstechnik, Chemiefaserherstellung, Tieftemperaturtechnik, Herstellung anorganischer Produkte und für den Umweltschutz.

- Entwicklung von Apparaten für die Hochdrucktechnik, Kohlevergasung, Synthese, Biotechnologie, Abluftreinigung, Solaranlagen.

- Entwicklung von CAD/CAM Systemen, Prozessen für die Oberflächenveredelung, Robotertechnik, Automatisierungstechnik und Rationalisierungsmitteln.

## Nachfolgeunternehmen
Im Januar 1990 wurde das Kombinat aufgelöst und der ehemalige Stammbetrieb mit Produktionsstätte in Grimma als Maschinen- und Apparatebau Grimma GmbH (MAG) reprivatisiert. Die Firma hieß später MWL APPARATEBAU GmbH GRIMMA und gehörte zum Unternehmen Hertel. 2015 wurde allen Mitarbeitern gekündigt und Maschinen, Anlagen und Immobilien getrennt voneinander veräußert. Weite Teile der Maschinen und Mitarbeiter wurden von Mayr & Wilhelm GmbH & Co.KG (Hersteller von Rohrbündelwärmeübertragern) übernommen, andere Teile der Mitarbeiter und Teile der Immobilie wurden durch die Firma AEL (Apparatebau und Eisengießerei Leisnig, ein ehemaliges Gründungsunternehmen des CLG) erworben.
Die Chemieanlagenbaufirma Edeleanu GmbH Leipzig stellte 1991 95 ehemals im CLG tätige Ingenieure ein. Diese gehört seit 2003 zur österreichischen Pörner-Gruppe, welche 1992 am Standort Grimma tätig wurde.
In den Gebäuden der ehemaligen Betriebsberufsschule „Hans Beimler“ in der Karl-Marx-Straße 22 ist jetzt das „Berufliche Schulzentrum Grimma“ angesiedelt. Die Kfz-Zulassungsstelle Grimma nutzt nun das nebenan stehende, ehemalige Lehrlingswohnheim der Berufsschule.